# Quận Vermilion, Louisiana
Vermilion là một quận thuộc bang Louisiana, Hoa Kỳ. Theo ước tính năm 2009, dân số quận này là 56141 người, mật độ 18 người/km².

## Dân số
Biến động dân số qua các từ 1900-2010: